# Grupa Warszawa Północ – Wachnowski
Grupa AK Północ – grupa bojowa  Armii Krajowej biorąca udział w walkach w czasie powstania warszawskiego działająca od 7 sierpnia do 5 września 1944.

## Organizacja
Grupa (nazywana początkowo również „Zgrupowaniem Zachodnim”, „Grupą ppłk Wachnowskiego”, „Zgrupowaniem Północ”) została utworzona 7 sierpnia, dla zapewnienia oddziałom walczącym na Woli, Śródmieściu i Żoliborzu (w tym w Kampinosie) wspólnego dowództwa. 
- Dowódca – płk. Karol Ziemski „Wachnowski”
- Zastępca dowódcy – płk. Antoni Sanojca „Kortum” (ciężko ranny 9 sierpnia), od 26 sierpnia płk Stanisław Klepacz „Jesion”
- Szef sztabu – ppłk Jan Lamers „Florian”
- Adiutant – por. Eugeniusz Ihnatowicz-Suszyński „Kamiński”
- Szef kancelarii – st. strz. Irena Kwiatkowska „Czarna Basia”
- Wydział I – szef kpt. Tadeusz Borkowski „Rum”, od 26 sierpnia kpt. Tadeusz Szeremeta „Wojnas”
- Wydział II – szef kpt. Michał Lewandowski „Tomasz”
- Wydział III – szef mjr Adam Malewski „Jastrzębiec”; oficer operacyjny mjr Tadeusz Perdzyński „Tomir”
- Komendant Kwatery Głównej – mjr Zygmunt Brockhusen „Antoni”, od 25 sierpnia mjr Włodzimierz Kozakiewicz „Barry”
- Wydział IV (kwatermistrz) – mjr Olgierd Rudnicki-Ostkiewicz „Sienkiewicz”, od 14 sierpnia płk Stanisław Klepacz „Jesion”, od 26 sierpnia ppłk Edward Lubowicki „Seweryn”
- Wydział V (szef łączności) – kpt. Zygmunt Sawicki „Samulik”
- Szef saperów – mjr Jerzy Hryniewicz „Juliusz”
- Szef żandarmerii – mjr Włodzimierz Kozakiewicz „Barry”, od 25 sierpnia Władysław Drzymulski „Walczak”
- Szef duszpasterstwa – mjr ks. Henryk Szklarek Trzcielski, od 20 sierpnia mjr ks. Walerian Pączek „German”
- Szef sanitarny – mjr Cyprian Sadowski „Skiba”, od 15 sierpnia ppłk Stefan Tarnawski „Tarło”
- Szef Wojskowego Sądu Specjalnego – mjr Lucjan Baczyński „Witeź”; od 22 sierpnia pchor. NN „Pigularz”

## Szlak bojowy
Pułkownikowi „Wachnowskiemu” podporządkowano wszystkie siły powstańcze walczące na terenie Woli, Starego Miasta, Żoliborza i Kampinosu. Zadaniem grupy było prowadzenie aktywnej obrony w rejonie Woli i Muranowa oraz przygotowanie do obrony Starego Miasta. Grupa miała też opóźniać niemieckie uderzenia wzdłuż osi arterii Wolska – most Kierbedzia. Jednak już po przybyciu 6 sierpnia ppłk Wachnowskiego na Stare Miasto ograniczono zdania grupy do obrony Starego Miasta, a w drugiej kolejności połączenia go z Żoliborzem. Ostatecznie obszarem działania grupy objęte zostały oddziały Starego Miasta oraz oddziały z Woli, które przedostały się na Stare Miasto. Oddziały żoliborskie podlegały grupie jedynie okresowo na a swoim odcinku południowym. 
Wobec przecięcia przez nieprzyjaciela trasy mostowej i niepowodzenia w przełamaniu oporu w rejonie Dworca Gdańskiego, zorganizowano obronę okrężną Starego Miasta, tworząc trzy odcinki bojowe:
- Odcinek Zachodni – (od 12 sierpnia Odcinek Północny) – Zgrupowanie ”Radosław” i Zgrupowanie ”Leśnik” – dowódca płk Jan Mazurkiewicz „Radosław”. Od 13 sierpnia odcinka broniło Zgrupowanie „Paweł” dowodzone przez ppłk Franciszka Rataja „Paweł”. W skład zgrupowania weszły: Zgrupowanie „Radosław”, Zgrupowanie „Leśnik” oraz oddział PWB/17/S. Od  26 sierpnia odcinkiem kierował ponownie płk Jan Mazurkiewicz „Radosław”;
- Odcinek Południowy – Zachodni – Zgrupowanie „Kuba”-„Sosna” – dowódca mjr Olgierd Rudnicki-Ostkiewicz „Sienkiewicz”, od 8 sierpnia płk Stanisław Juszczakiewicz „Kuba”, od 13 sierpnia mjr Gustaw Billewicz „Sosna”;
- Odcinek Wschodni – Zgrupowanie „Róg” – dowódca – mjr Stanisław Błaszczak „Róg” (ranny 27 sierpnia); kpt. Jerzy Czarski „Czahar”;
- Odwód Grupy Północ (Kompania szturmowa „Wyrwy” dowodzona przez por Józefa Jasińskiego „Wyrwa”, Brygada Dyspozycyjno-Zmotoryzowana „Koło” NSZ, Batalion zapasowy „Igor” dowodzony przez mjr Tadeusza Grzmielewskiego „Igor”, VI Batalion Milicji PPS, dowodzony przez kpt. Władysława Wilczyńskiego „Gnat”, Oddziały III obwodu Wola „Waligóra” oraz Dywizjon motorowy Obszaru dowodzony przez por. Witold Grzymała-Busse „Bartkowski”).

27 sierpnia otworzono samodzielny odcinek „Trzaska” dowodzony przez kpt Eugeniusza Konopackiego „Trzaska”, składający się z pododcinków:
- prawy – kompania Batalionu „Wigry”;
- środkowy 11 i 12 kompania Batalionu WSOP „Dzik”, pluton AL;
- lewy – 15 kompania WSOP z Batalionu „Dzik”  i 3 kompania batalionu „Wigry”.

Stan osobowy grupy wynosił ok. 7 tys. żołnierzy.
W nocy z 30 na 31 sierpnia wobec krytycznej sytuacji Starówki podjęto  próbę przebicia do Śródmieścia. Zakończyła się ona jednak niepowodzeniem i kosztowała Grupę „Północ” utratę 100 zabitych i 100 rannych żołnierzy. W tej sytuacji podjęto decyzję o ewakuacji kanałami. W nocy z 1 na 2 września 4,5 tys. żołnierzy AK wycofało się tą drogą do Śródmieścia, podczas gdy kolejnych 800 powstańców (w tym wielu z AL) przeszło na Żoliborz. 5 września Grupa „Północ” została oficjalnie rozwiązana.

## Upamiętnienie
- W lipcu 2004 nazwę ulica Grupy AK „Północ” nadano ulicy w rejonie Kopca Powstania Warszawskiego i ul. Bartyckiej[3].